# Seysses
Pour les articles homonymes, voir Seysses-Savès.
Seysses (prononcé) [sɛjs(ə)], Sèishes ([sɛʃes] en occitan gascon local) / Sèisses ([sɛjses] en languedocien de Toulouse), est une commune française qui se situe dans le nord du département de la Haute-Garonne, en région Occitanie.

Sur le plan historique et culturel, la commune est dans le Pays toulousain, qui s'étend autour de Toulouse le long de la vallée de la Garonne, bordé à l’ouest par les coteaux du Savès, à l'est par ceux du Lauragais et au sud par ceux de la vallée de l'Ariège et du Volvestre. Exposée à un climat océanique altéré, elle est drainée par le canal de Saint-Martory, le Touch, l'Ousseau, le Roussimort, le ruisseau de la Saudrune, le ruisseau des Barradous et par divers autres petits cours d'eau, le ruisseau du Houssat. La commune possède un patrimoine naturel remarquable composé d'une zone naturelle d'intérêt écologique, faunistique et floristique.
Seysses est une commune urbaine qui compte 10 167 habitants en 2022, après avoir connu une forte hausse de la population depuis 1962. Elle est dans l'agglomération toulousaine et fait partie de l'aire d'attraction de Toulouse. Ses habitants sont appelés les Seyssois ou Seyssoises.
Le patrimoine architectural de la commune comprend un immeuble protégé au titre des monuments historiques : l'église Saint-Blaise, inscrite en 1926.

## Géographie

### Localisation
La commune de Seysses se trouve dans le département de la Haute-Garonne, en région Occitanie.
Sur le plan historique et culturel, Seysses fait partie du pays toulousain, une ceinture de plaines fertiles entrecoupées de bosquets d'arbres, aux molles collines semées de fermes en briques roses, inéluctablement grignotée par l'urbanisme des banlieues.
Elle se situe à 16 km à vol d'oiseau de Toulouse, préfecture du département, et à 4 km de Muret, sous-préfecture.
Les communes les plus proches sont :
Frouzins (2,2 km), Saubens (3,6 km), Villeneuve-Tolosane (3,7 km), Muret (4,3 km), Roquettes (4,3 km), Cugnaux (5,1 km), Roques (5,3 km), Lamasquère (5,8 km).
Seysses est limitrophe de six autres communes.
| Fonsorbes  | Frouzins |        |
| Saint-Lys  | Seysses  | Roques |
| Lamasquère | Muret    |        |

### Géologie et relief
La commune de Seysses est établie à cheval sur la première et la deuxième terrasse de la Garonne, dans la plaine toulousaine de la Garonne.
La superficie de la commune est de 2 526 hectares ; son altitude varie de 160  à   182 mètres.

### Hydrographie

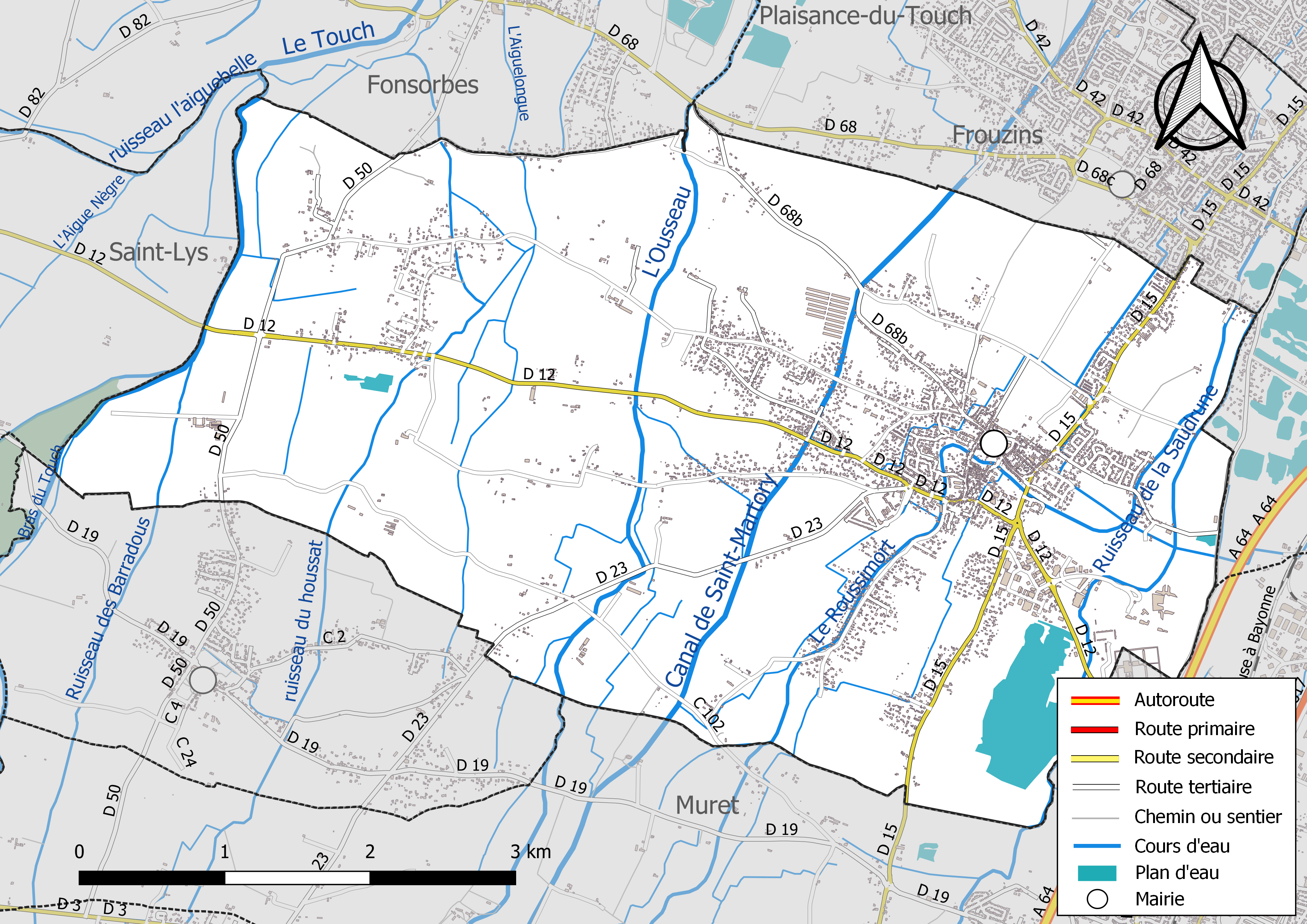
Réseaux hydrographique et routier de Seysses.

La commune est dans le bassin de la Garonne, au sein du bassin hydrographique Adour-Garonne. Elle est drainée par le canal de Saint-Martory, le Touch, l'Ousseau, le Roussimort, le ruisseau de la Saudrune, le ruisseau des Barradous, le ruisseau du Houssat, un bras du Touch l'Aiguelongue et par divers petits cours d'eau, constituant un réseau hydrographique de 51 km de longueur totale,.
Le canal de Saint-Martory, d'une longueur totale de 71,2 km, prend sa source dans la commune de Saint-Martory et s'écoule du sud-ouest vers le nord-est. Il traverse la commune et se jette dans la Garonne à Toulouse, après avoir traversé 19 communes.
Le Touch ((oc) Toish) d'une longueur totale de 74,5 km, prend sa source dans la commune de Lilhac et s'écoule du sud-ouest vers le nord-est. Il traverse la commune et se jette dans la Garonne à Blagnac, après avoir traversé 29 communes.
L'Ousseau, orthographié localement Ausseau (à rapprocher du 'petit Ausseau', nommé Aussalot), d'une longueur totale de 26,2 km, prend sa source dans la commune de Lherm et s'écoule du sud-ouest vers le nord-est. Il traverse la commune et se jette dans le Touch à Tournefeuille, après avoir traversé 10 communes.
Le Roussimort ou Binos, d'une longueur totale de 15,8 km, prend sa source dans la commune de Muret et s'écoule du sud-ouest vers le nord-est. Il traverse la commune et se jette dans le ruisseau de la Saudrune à Portet-sur-Garonne, après avoir traversé 6 communes.
Le ruisseau de la Saudrune, d'une longueur totale de 18,5 km, prend sa source dans la commune de Muret et s'écoule vers le nord-est. Il traverse la commune et se jette dans la Garonne à Toulouse, après avoir traversé 7 communes.

### Climat
Pour des articles plus généraux, voir Climat de l'Occitanie et Climat de la Haute-Garonne.
En 2010, le climat de la commune est de type climat du Bassin du Sud-Ouest, selon une étude s'appuyant sur une série de données couvrant la période 1971-2000. En 2020, Météo-France publie une typologie des climats de la France métropolitaine dans laquelle la commune est exposée à un climat océanique altéré et est dans la région climatique Aquitaine, Gascogne, caractérisée par une pluviométrie abondante au printemps, modérée en automne, un faible ensoleillement au printemps, un été chaud (19,5 °C), des vents faibles, des brouillards fréquents en automne et en hiver et des orages fréquents en été (15 à 20 jours).
Pour la période 1971-2000, la température annuelle moyenne est de 13,4 °C, avec une amplitude thermique annuelle de 16,1 °C. Le cumul annuel moyen de précipitations est de 649 mm, avec 8,7 jours de précipitations en janvier et 5,1 jours en juillet. Pour la période 1991-2020, la température moyenne annuelle observée sur la station météorologique la plus proche, située sur la commune de Cugnaux à 5 km à vol d'oiseau, est de 14,3 °C et le cumul annuel moyen de précipitations est de 635,7 mm,. Pour l'avenir, les paramètres climatiques de la commune estimés pour 2050 selon différents scénarios d'émission de gaz à effet de serre sont consultables sur un site dédié publié par Météo-France en novembre 2022.

### Milieux naturels et biodiversité

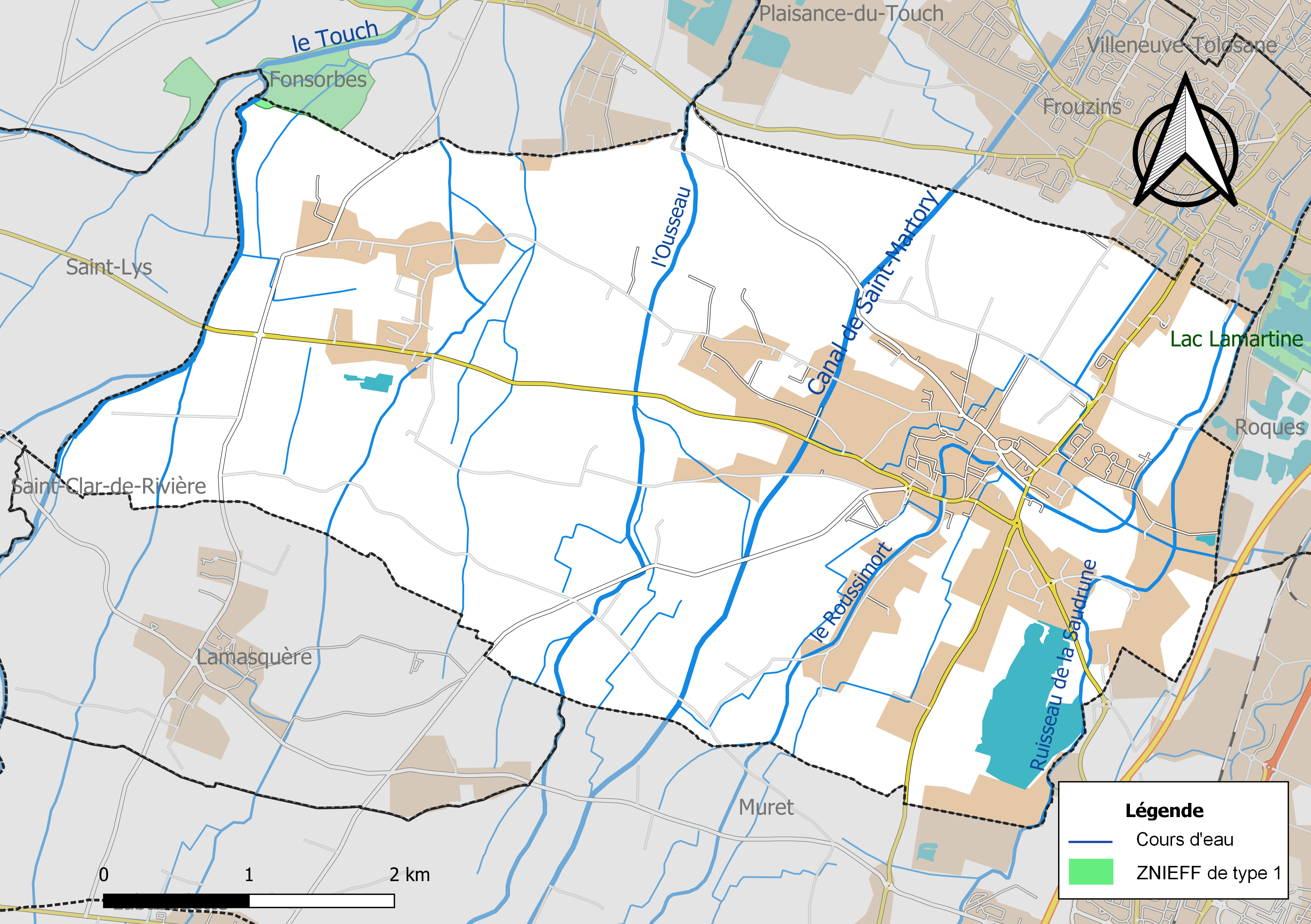
Carte de la ZNIEFF de type 1 localisée sur la commune.

L’inventaire des zones naturelles d'intérêt écologique, faunistique et floristique (ZNIEFF) a pour objectif de réaliser une couverture des zones les plus intéressantes sur le plan écologique, essentiellement dans la perspective d’améliorer la connaissance du patrimoine naturel national et de fournir aux différents décideurs un outil d’aide à la prise en compte de l’environnement dans l’aménagement du territoire.
Une ZNIEFF de type 1 est recensée sur la commune :
« le Touch et milieux riverains en aval de Fonsorbes » (870 ha), couvrant 7 communes du département.

## Urbanisme

### Typologie
Au 1er janvier 2024, Seysses est catégorisée ceinture urbaine, selon la nouvelle grille communale de densité à sept niveaux définie par l'Insee en 2022.
Elle appartient à l'unité urbaine de Toulouse, une agglomération inter-départementale regroupant 81 communes, dont elle est une commune de la banlieue,,. Par ailleurs la commune fait partie de l'aire d'attraction de Toulouse, dont elle est une commune de la couronne,. Cette aire, qui regroupe 527 communes, est catégorisée dans les aires de 700 000 habitants ou plus (hors Paris),.

### Occupation des sols

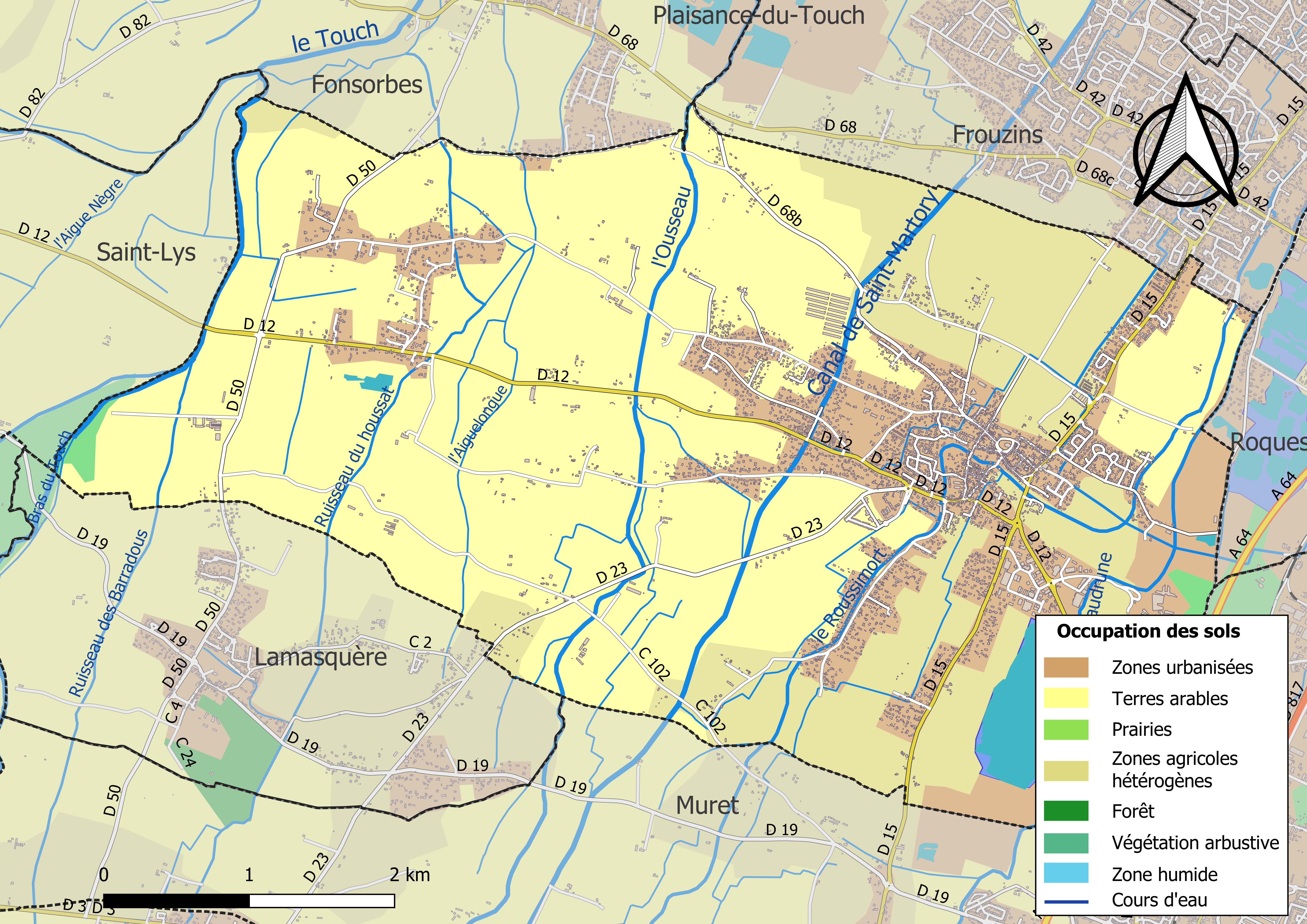
Carte des infrastructures et de l'occupation des sols de la commune en 2018 (CLC).

L'occupation des sols de la commune, telle qu'elle ressort de la base de données européenne d’occupation biophysique des sols Corine Land Cover (CLC), est marquée par l'importance des territoires agricoles (76,5 % en 2018), en diminution par rapport à 1990 (81,1 %). La répartition détaillée en 2018 est la suivante :
terres arables (55,9 %), zones agricoles hétérogènes (20,6 %), zones urbanisées (16,1 %), zones industrielles ou commerciales et réseaux de communication (3,2 %), milieux à végétation arbustive et/ou herbacée (1,4 %), eaux continentales (1,3 %), mines, décharges et chantiers (1,2 %), forêts (0,3 %). L'évolution de l’occupation des sols de la commune et de ses infrastructures peut être observée sur les différentes représentations cartographiques du territoire : la carte de Cassini (XVIIIe siècle), la carte d'état-major (1820-1866) et les cartes ou photos aériennes de l'IGN pour la période actuelle (1950 à aujourd'hui).

### Hameaux et lieux-dits
Les hameaux des Aujoulets, Couloumé, Casselong, Massonne, Le Galé dépendent de la commune.
Toponymie occitane :
- (oc) Aujoulets : petits aîeux ;
- (oc) Colomèr : colombier ;
- (oc) Casselong : ['Casse.lung], chêne long.

### Voies de communication et transports

#### Voies de communication
La commune est accessible par l'autoroute A 64 (sortie no 35).

#### Transports
La ligne 58 du réseau Tisséo relie le centre de la commune à la station Basso Cambo du métro de Toulouse depuis Muret, et la ligne 315 relie le centre de la commune à la gare de Muret depuis Saint-Lys.
La gare de Muret, desservie par des TER Occitanie et la ligne D du réseau de transports en commun de Toulouse, sur la ligne Toulouse - Bayonne, est la plus proche de la commune ; les aéroports les plus proches sont l'aéroport Toulouse-Blagnac ou l'aéroport de Francazal pour l'aviation d'affaires.

### Risques majeurs
Le territoire de la commune de Seysses est vulnérable à différents aléas naturels : météorologiques (tempête, orage, neige, grand froid, canicule ou sécheresse), inondations et séisme (sismicité très faible). Un site publié par le BRGM permet d'évaluer simplement et rapidement les risques d'un bien localisé soit par son adresse soit par le numéro de sa parcelle.
Certaines parties du territoire communal sont susceptibles d’être affectées par le risque d’inondation par débordement de cours d'eau, notamment le Touch, l'Ousseau, le ruisseau de la Saudrune, le Roussimort et le Saudrune. La commune a été reconnue en état de catastrophe naturelle au titre des dommages causés par les inondations et coulées de boue survenues en 1982, 1993, 1999, 2000, 2003, 2009 et 2022,.

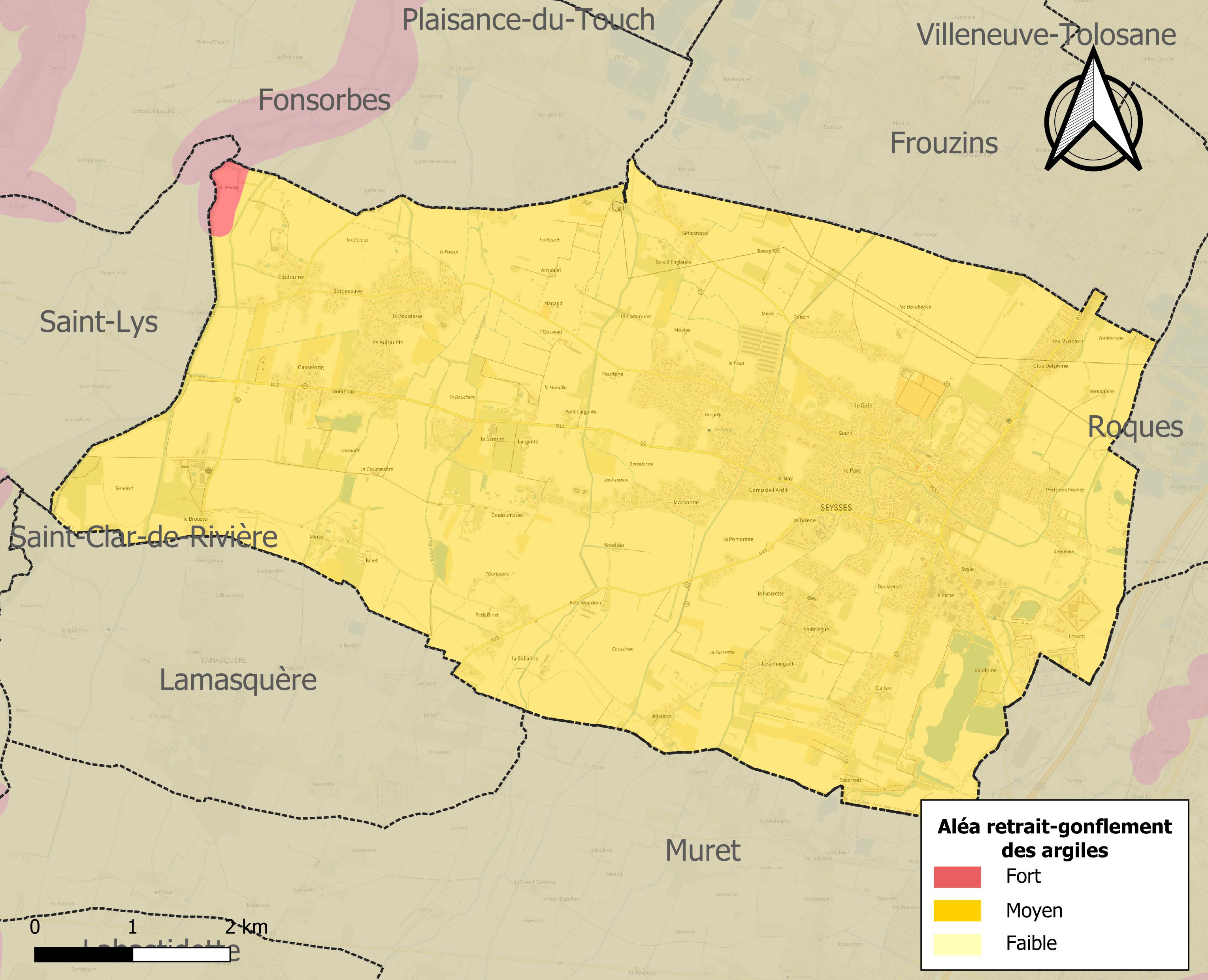
Carte des zones d'aléa retrait-gonflement des sols argileux de Seysses.

Le retrait-gonflement des sols argileux est susceptible d'engendrer des dommages importants aux bâtiments en cas d’alternance de périodes de sécheresse et de pluie. La totalité de la commune est en aléa moyen ou fort (88,8 % au niveau départemental et 48,5 % au niveau national). Sur les 2 710 bâtiments dénombrés sur la commune en 2019, 2 710 sont en aléa moyen ou fort, soit 100 %, à comparer aux 98 % au niveau départemental et 54 % au niveau national. Une cartographie de l'exposition du territoire national au retrait gonflement des sols argileux est disponible sur le site du BRGM,.
Par ailleurs, afin de mieux appréhender le risque d’affaissement de terrain, l'inventaire national des cavités souterraines permet de localiser celles situées sur la commune.
Concernant les mouvements de terrains, la commune a été reconnue en état de catastrophe naturelle au titre des dommages causés par la sécheresse en 2003 et par des mouvements de terrain en 1999.

## Toponymie
La ville de Seysses se situe sur la rive gauche gasconne de la Garonne qui sépare les dialectes occitans gascon et languedocien. Le nom de la ville vient du latin saxu(m) signifiant pierre, roc, roche, ayant donné en occitan Sais / Saisses (pluriel) par vocalisation du /k/ de la lettre X, origine de la diphtongue, évoluant en Sèisses en languedocien toulousain et Sèishes en gascon local. La francisation du nom reprend la forme languedocienne des autorités administratives historiques de Toulouse.
Cf. aussi "Sèishes" sur Wikipèdia occitan 

## Histoire
Seysses était situé sur l'ancienne voie romaine qui reliait Tolosa (Toulouse) à Lugdunum Convenarum (Saint-Bertrand-de-Comminges).
Des fouilles réalisées en 2018 sur le site de la Boulbène des Vitarelles ont permis la découverte de plusieurs sépultures, les plus anciennes remontant au Néolithique, les plus nombreuses datant de l'Antiquité tardive, l'époque wisigothique, et certaines ont livré des parures, notamment celle d'une jeune femme enterrée dans un sarcophage.
- Objets découverts dans la nécropole d'époque wisigothique (Ve siècle).

Objets découverts dans la nécropole d'époque wisigothique (V).
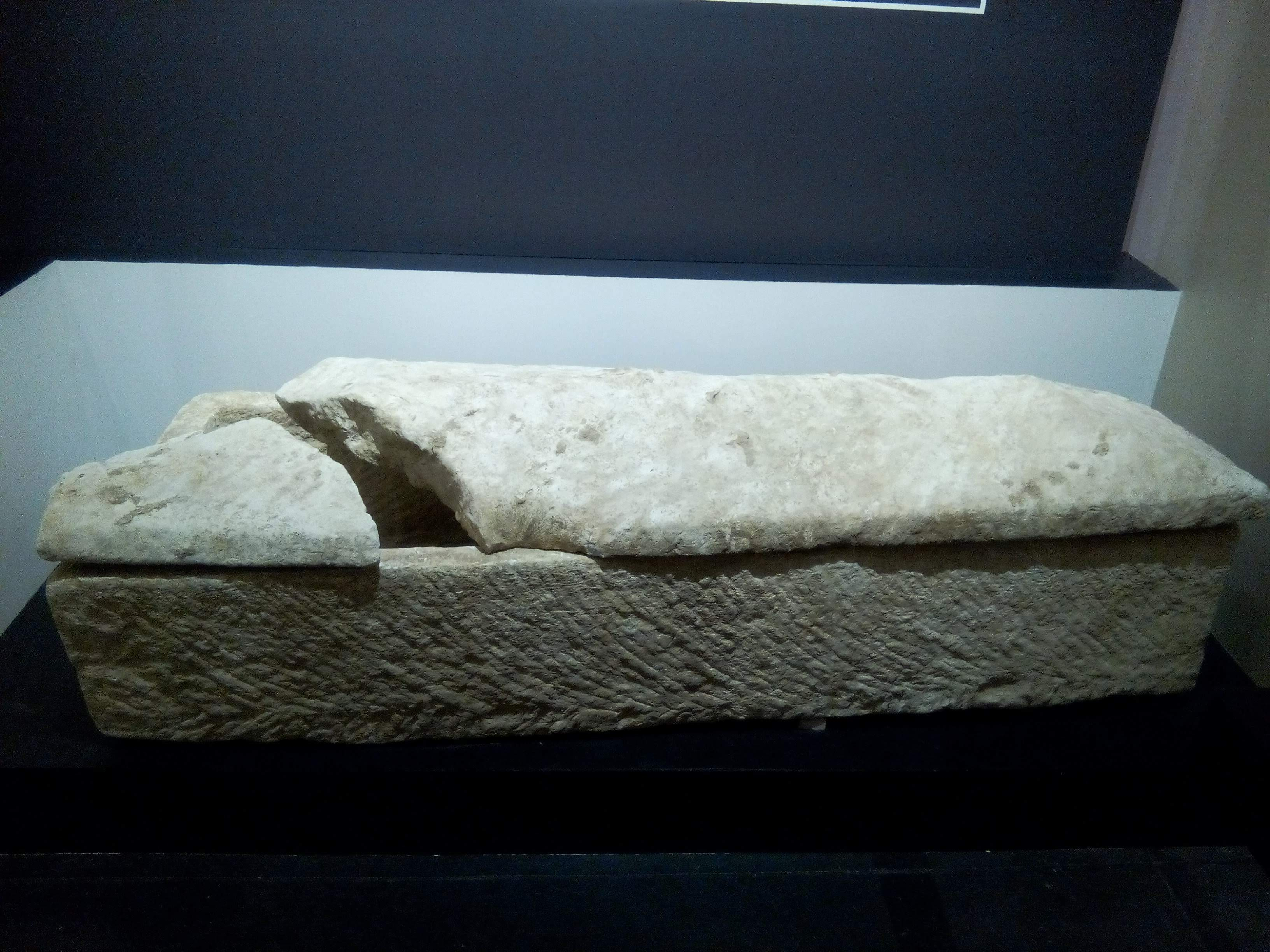
Sarcophage de la « Dame de Seysses ».
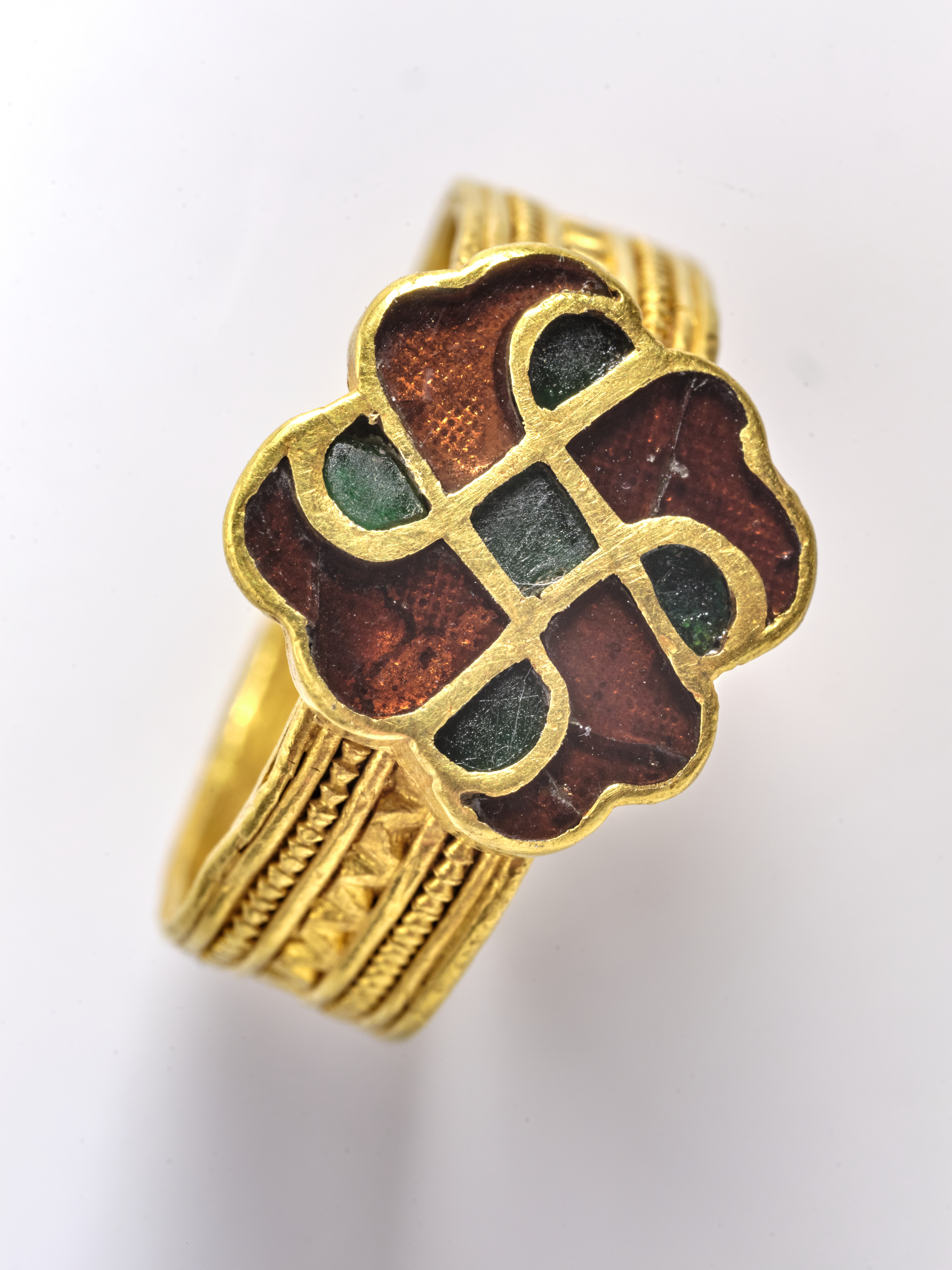
Bague en or avec décor cloisonné de têtes de rapace en verre.
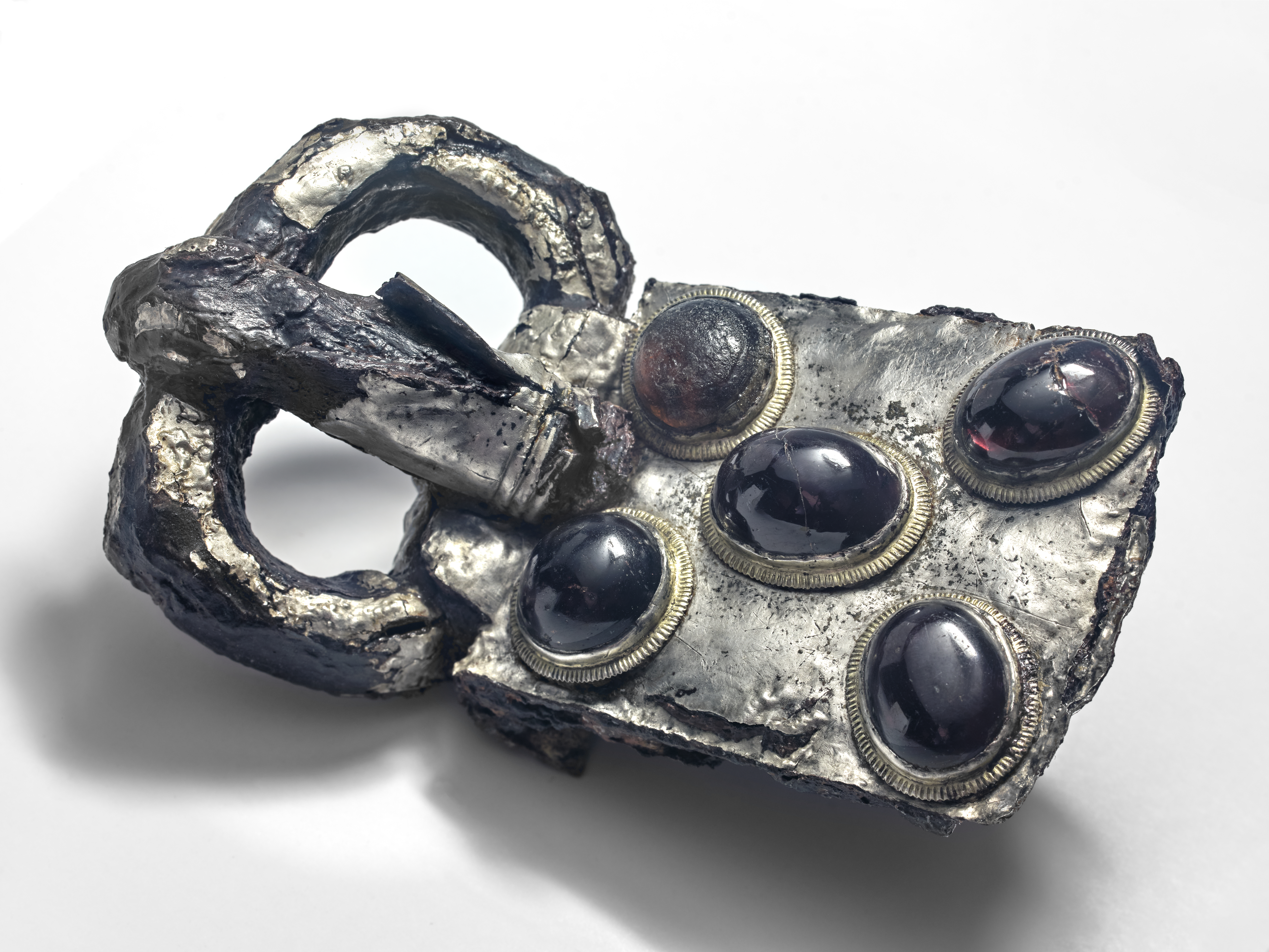
Plaque-boucle en fer plaqué d’argent.
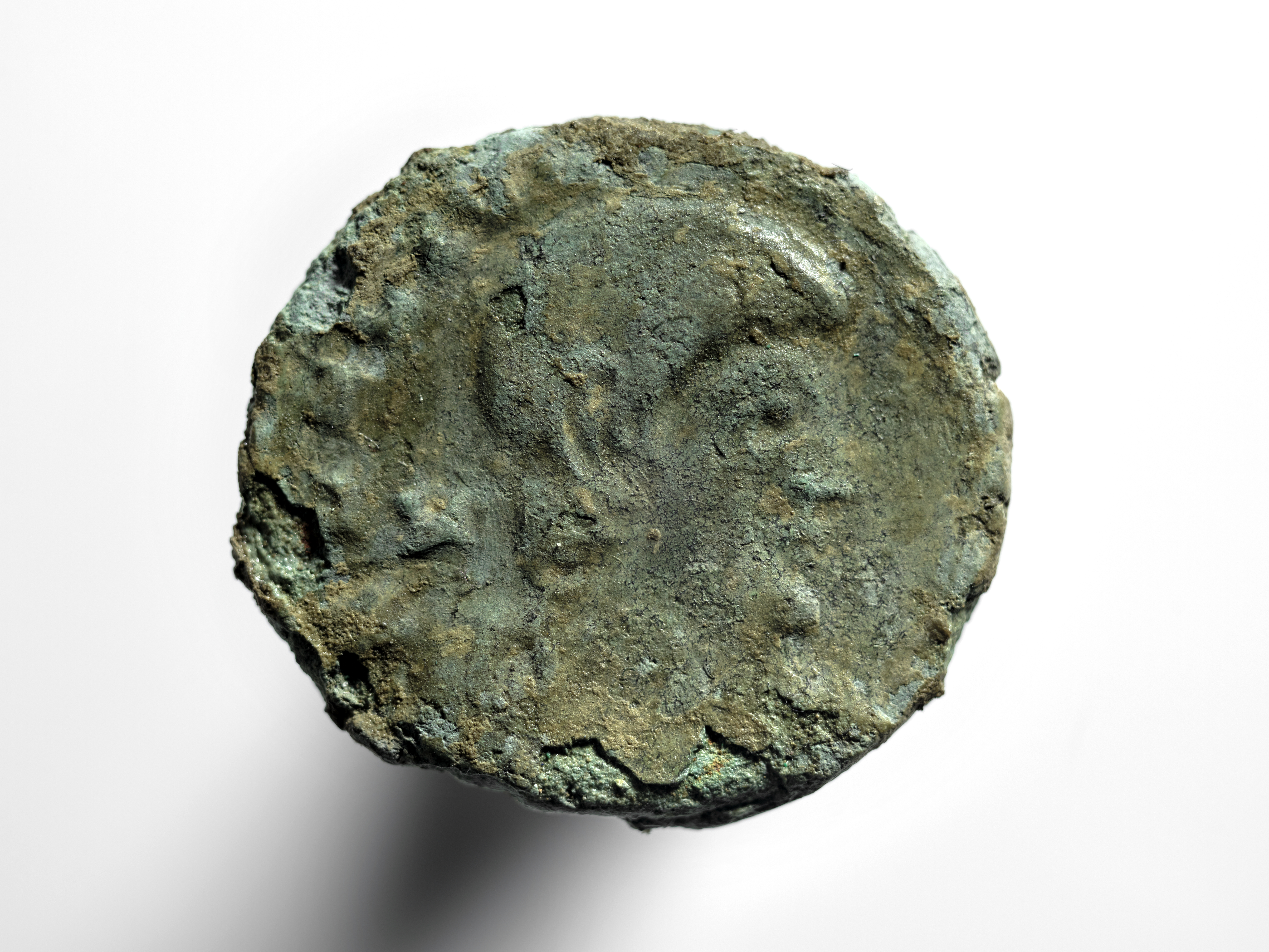
Pièce de monnaie.
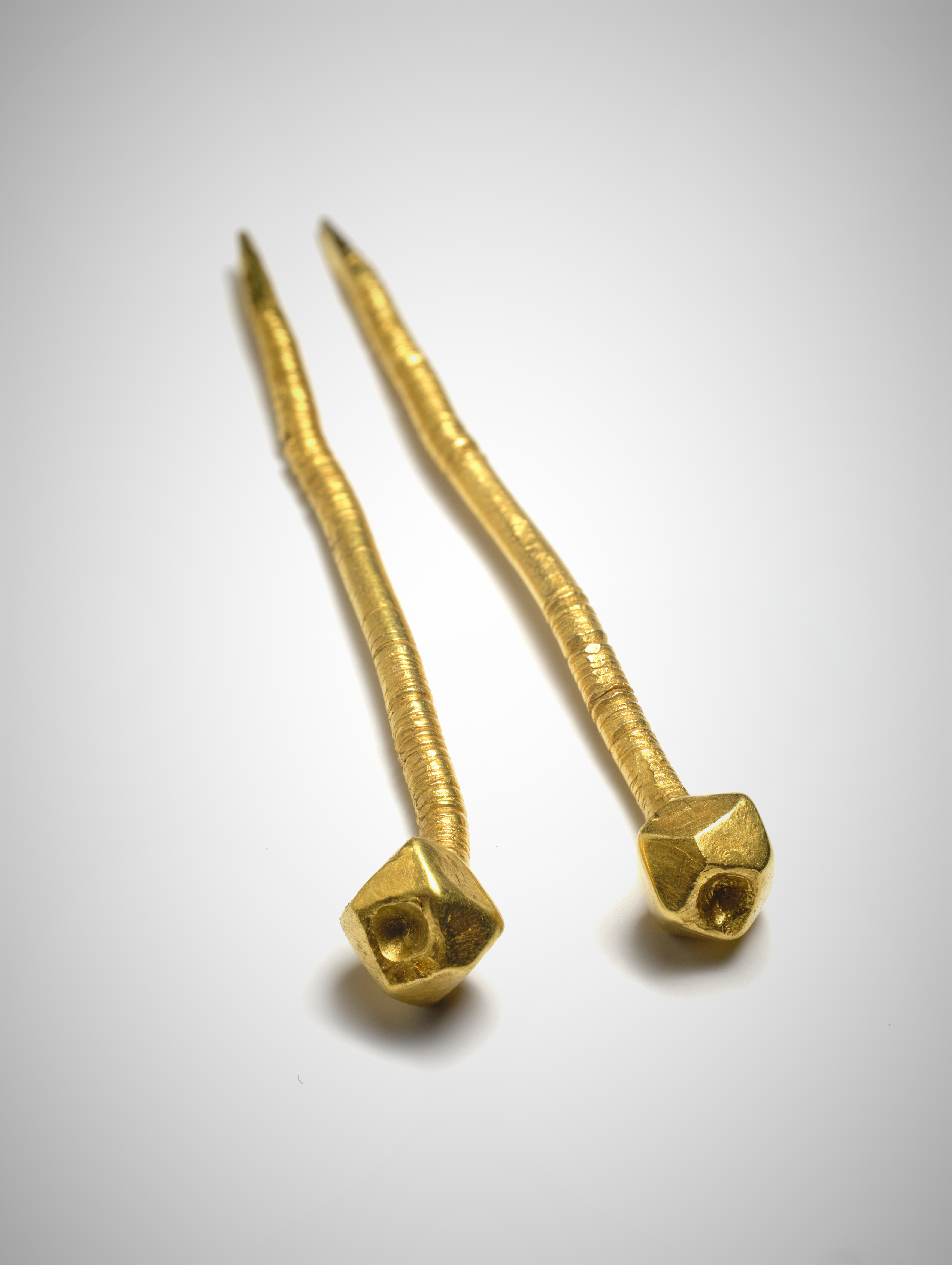
Deux épingles en or.
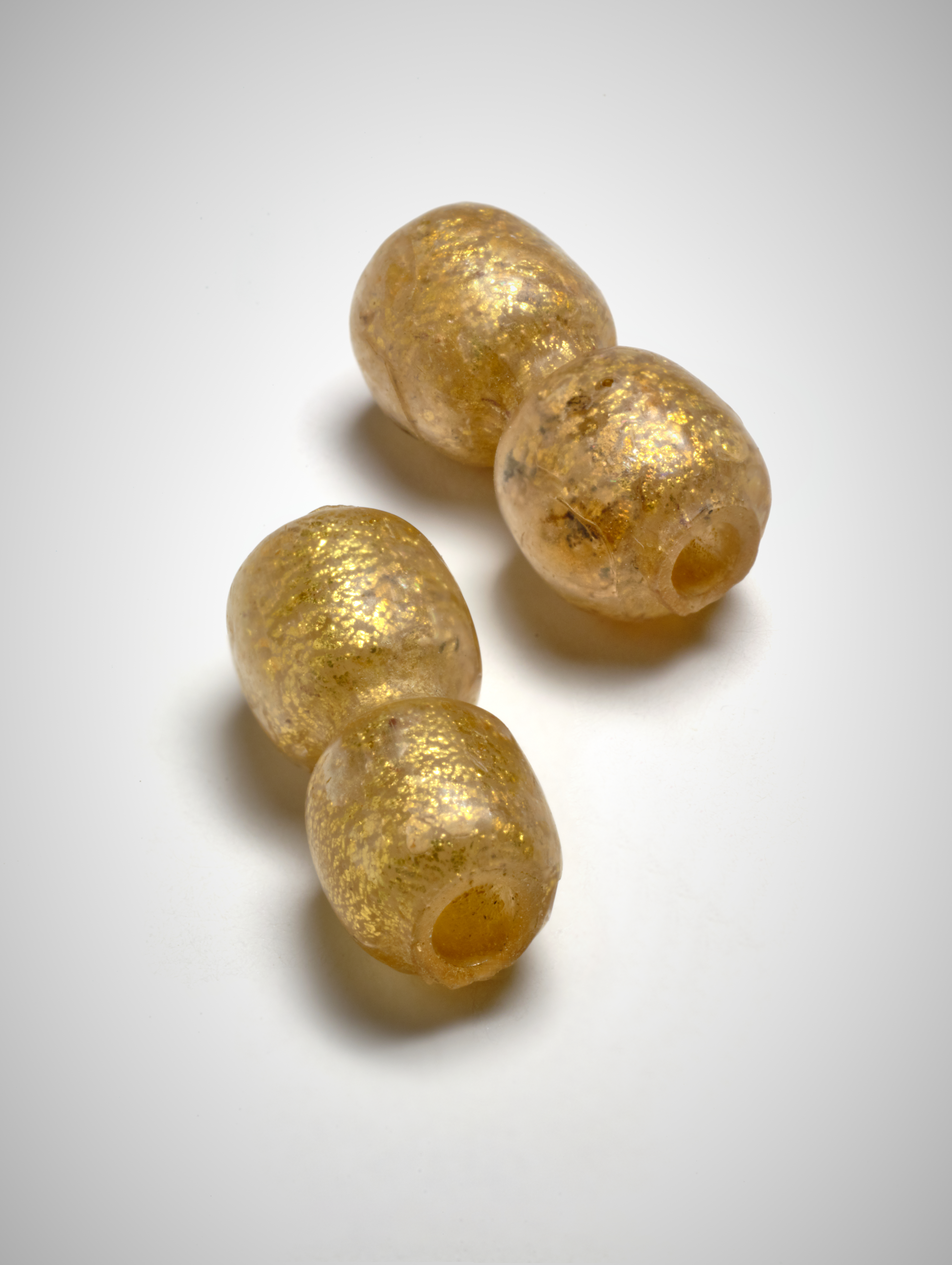
Deux perles doubles en verre doré.
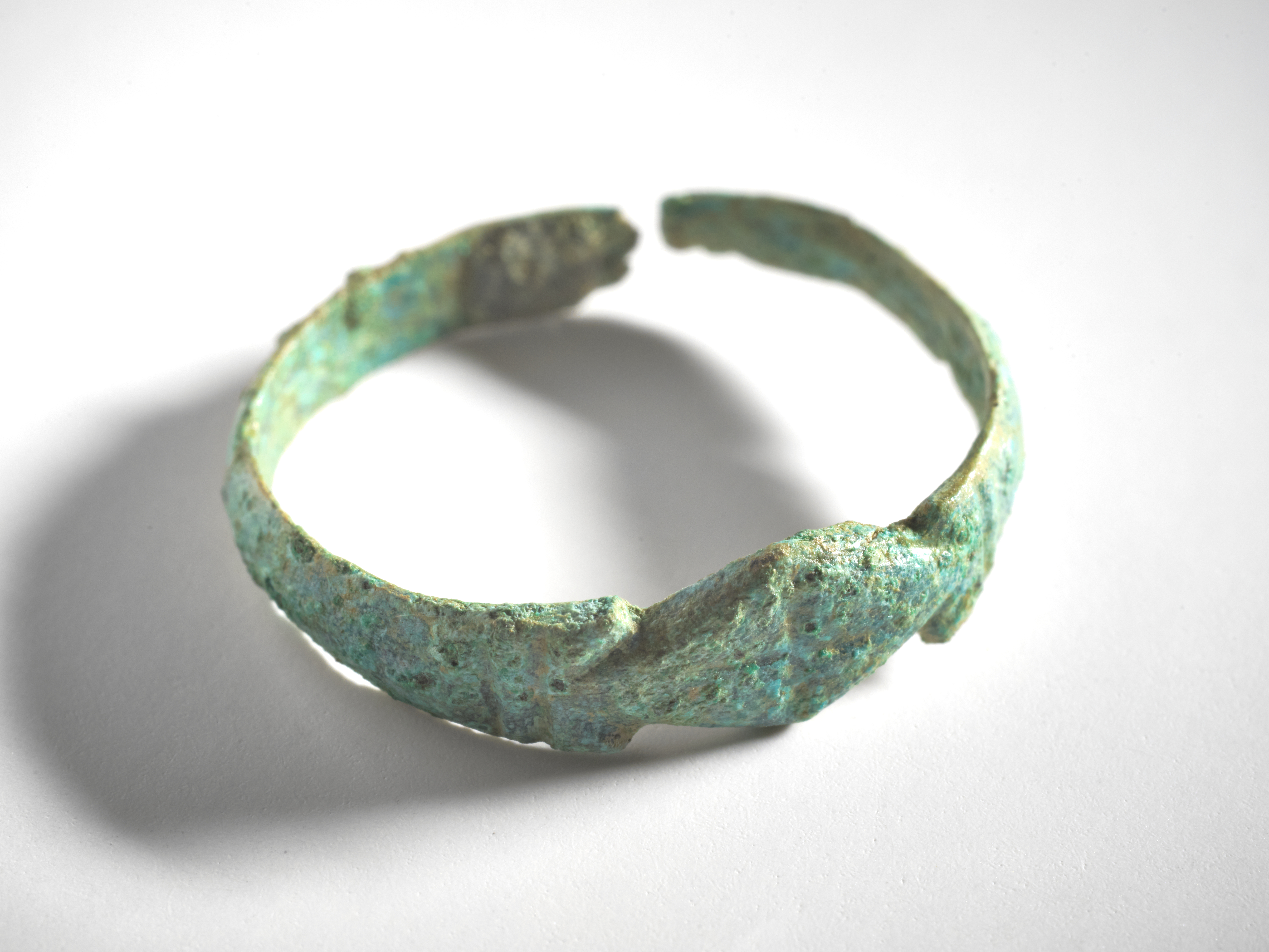
Bague en bronze gravée d’une croix.

Une fouille récente a permis de découvrir des dizaines de silos médiévaux au nord de la commune.
Le 29 avril 2012, une tornade de faible intensité se déclare dans la commune ne causant que des dégâts matériels.

## Politique et administration

### Rattachements administratifs et électoraux
Seysses appartient à l'arrondissement et au canton de Muret depuis sa création en 1801.
Pour l’élection des députés, la commune fait partie de la septième circonscription de la Haute-Garonne, représentée depuis 2017 par Élisabeth Toutut-Picard (LREM).

### Intercommunalité
Avant le 1er janvier 2017, Seysses faisait partie de la communauté de communes d'Axe-Sud. Elle a intégré Le Muretain Agglo lors de la dissolution de l'ancienne intercommunalité.

### Administration municipale
Le nombre d'habitants au recensement de 2017 étant compris entre 5 000 habitants et 9 999 habitants, le nombre de membres du conseil municipal pour l'élection de 2020 est de vingt-neuf,.

### Liste des maires
Consuls de Seysses
- 1755 : Bernard Clauzoles
- 1775 : Raymond Cazeneuve
- 1782 : Étienne Campariol
- 1785 : Jean-Baptiste Despax

| Période           | Période      | Identité                               | Étiquette | Qualité |
| ----------------- | ------------ | -------------------------------------- | --------- | --- |
| 1790              | 1791         | Jean Rouzes / Bernard Gros             |           | |
| 1791              | 1792         | Bernard Gros                           |           | |
| 1792              | 1793         | Paul Bajon                             |           | |
| 1793              | 1794         | Raymond Cazeneuve et Firmin Traversier |           | |
| 1794              | 1796         | Blaize Laffont                         |           | |
| 1796              | 1797         | Firmin Traversier                      |           | |
| 1797              | 1798         | Jean Espaignol                         |           | |
| 1798              | 1803         | François Rouzes et Pierre Raymond Sans |           | |
| 1803              | 1815         | Firmin Traversier                      |           | |
| 1815              | 1817         | Jacques Joseph Paul Théodore de Martin |           | (Marquis de Mailholas) |
| 1817              | 1835         | jean Prévost                           |           | |
| 1835              | 1843         | Jean-Baptiste Despax                   |           | |
| 1843              | 1848         | André Prévost                          |           | |
| 1848              | 1849         | Antoine PontieTexte en exposant        |           | |
| 1849              | 1858         | Célestin Dufaur                        |           | |
| 1858              | 1865         | André Prévost                          |           | |
| 1865              | 1877         | Édouard Traversier                     |           | |
| 1877              | 1883         | Raymond Sudre                          |           | |
| 1883              | 1884         | Arnaud Couzi                           |           | |
| 1884              | 1887         | Célestin Dufaur                        |           | |
| 1887              | 1888         | Dominique Dirles                       |           | |
| 1888              | 1889         | Jean-Marie Rouzes                      |           | |
| 1889              | 1890         | Raymond Sans                           |           | |
| 1890              | 1898         | Jean-Marie Rouzes                      |           | |
| 1898              | 1908         | Joseph de Roquemaurel                  |           | |
| 1908              | 1909         | Raymond Sans                           |           | |
| 1909              | 1919         | Raymond Sudre                          |           | |
| 1919              | 1929         | Jean-Armand Roques                     |           | |
| 1929              | ?            | Joseph de Roquemaurel                  |           | |
| 1944              | 1945         | Charles Nouzies                        |           | (à la Libération, gouvernement provisoire) |
| 1945              | 1953         | Charles Nouzies                        |           | |
| 1953              | 1959         | Henry Gros                             |           | |
| 1959              | 1973         | Simon Galey                            |           | Directeur d’école |
| 15 septembre 1973 | 16 mars 2008 | Antoine Foulquier                      | PCF       | Retraité, ancien résistant Maire honoraire |
| 16 mars 2008      | 28 mai 2020  | Alain Pace                             | PS        | Cadre des Finances publiques retraité Président de la CC d'Axe-Sud (2014 → 2016) 2e vice-président du Muretain Agglo (2017 → 2020) Réélu en 2014 |
| 28 mai 2020       | En cours     | Jérôme Bouteloup                       | PRG       | Cadre bancaire Conseiller départemental de Muret (2021 → ) 5e vice-président du Muretain Agglo (2017 → 2020)                                     |

### Tendances politiques et résultats
- Élection municipale de 2020

### Écologie et recyclage
La collecte et le traitement des déchets des ménages et des déchets assimilés ainsi que la protection et la mise en valeur de l'environnement se font dans le cadre de la communauté de communes d'Axe-Sud,.
L'assainissement collectif relève des services municipaux, donné en régie au SIVOM SAGe (Sivom Saudrune Ariège Garonne, 45 chemin des carreaux, Roques-sur-Garonne).
Le contrôle des assainissements non-collectifs, dits autonomes, relève de Réseau31. Un contrôle décennal pourtant obligatoire de ces assainissements par ce type d'organisme n'a jamais eu lieu sur ce territoire, engendrant dans les fossés des rejets surfaciques de polluants non traités, l'eutrophisation du milieu aquatique, l'apparition de plantes invasives (de type Jussie) et l'envasement des cours d'eau se jetant notamment dans l'Ausseau / Oussau et le Touch.
La commune s'est vu décerner le prix de "ville étoilée du ciel et de l'environnement nocturnes" en septembre 2021(date à vérifier) à la suite de la décision d'extinction de l'éclairage public nocturne sur une partie du territoire.

## Population et société

### Démographie
L'évolution du nombre d'habitants est connue à travers les recensements de la population effectués dans la commune depuis 1793. Pour les communes de moins de 10 000 habitants, une enquête de recensement portant sur toute la population est réalisée tous les cinq ans, les populations de référence des années intermédiaires étant quant à elles estimées par interpolation ou extrapolation. Pour la commune, le premier recensement exhaustif entrant dans le cadre du nouveau dispositif a été réalisé en 2008.

En 2022, la commune comptait 10 167 habitants, en évolution de +15,71 % par rapport à 2016 (Haute-Garonne : +8,02 %, France hors Mayotte : +2,11 %).
| 1793 | 1800  | 1806  | 1821  | 1831  | 1836  | 1841  | 1846  | 1851  |
| ---- | ----- | ----- | ----- | ----- | ----- | ----- | ----- | ----- |
| 958  | 1 098 | 1 164 | 1 222 | 1 368 | 1 330 | 1 368 | 1 337 | 1 411 |

| 1856  | 1861  | 1866  | 1872  | 1876  | 1881  | 1886  | 1891  | 1896  |
| ----- | ----- | ----- | ----- | ----- | ----- | ----- | ----- | ----- |
| 1 470 | 1 460 | 1 467 | 1 386 | 1 451 | 1 421 | 1 462 | 1 270 | 1 185 |

| 1901  | 1906  | 1911  | 1921  | 1926  | 1931  | 1936  | 1946  | 1954  |
| ----- | ----- | ----- | ----- | ----- | ----- | ----- | ----- | ----- |
| 1 195 | 1 150 | 1 043 | 1 013 | 1 031 | 1 095 | 1 182 | 1 166 | 1 499 |

| 1962  | 1968  | 1975  | 1982  | 1990  | 1999  | 2006  | 2008  | 2013  |
| ----- | ----- | ----- | ----- | ----- | ----- | ----- | ----- | ----- |
| 1 642 | 2 229 | 3 136 | 4 221 | 5 074 | 5 753 | 7 303 | 7 719 | 7 954 |

| 2018  | 2022   | - | - | - | - | - | - | - |
| ----- | ------ | - | - | - | - | - | - | - |
| 9 322 | 10 167 | - | - | - | - | - | - | - |

| selon la population municipale des années : | 1968 | 1975 | 1982 | 1990 | 1999 | 2006 | 2009 | 2013 |
| Rang de la commune dans le département      | 21   | 24   | 21   | 22   | 24   | 25   | 26   | 27   |
| Nombre de communes du département           | 592  | 582  | 586  | 588  | 588  | 588  | 589  | 589  |

### Enseignement
Seysses fait partie de l'académie de Toulouse.
L'éducation est assurée sur la commune de Seysses, par la crèche et les écoles maternelles et les écoles élémentaires Paul Langevin et Flora Tristan et privée Saint-Roch, pour le collège Pablo Picasso sur la commune voisine de Frouzins et pour le lycée Henri Matisse sur la commune de Cugnaux.
De plus, un collège a vu le jour en 2023 pour les habitants de Seysses et de Lamasquère. Il permet selon le département "de désengorger les collèges de Frouzins, Villeneuve-Tolosane, Cugnaux, Fontenilles, Fonsorbes et Saint-Lys [...]".
École supérieure d'agriculture annexe de l'école d'ingénieurs de Purpan (domaine de Lamothe / Lamotte).

### Sports
Rugby à XV, tennis, football, arts martiaux (aïkido, judo, ju-jitsu, karaté), lieu passage de la 12e étape du Tour de France 2019, chasse, pêche, pétanque, boxe, footing, ski nautique.
Équipements sportifs : gymnase, dojo, stade, terrain de tennis.

## Économie

### Revenus
En 2018 (données Insee publiées en septembre 2021), la commune compte 3 415 ménages fiscaux, regroupant 8 386 personnes. La médiane du revenu disponible par unité de consommation est de 22 960 € (23 140 € dans le département). 55 % des ménages fiscaux sont imposés (55,3 % dans le département).

### Emploi
|                | 2008  | 2013  | 2018  |
| -------------- | ----- | ----- | ----- |
| Commune        | 4,8 % | 6,7 % | 7,7 % |
| Département    | 7,7 % | 9,6 % | 9,3 % |
| France entière | 8,3 % | 10 %  | 10 %  |

En 2018, la population âgée de 15 à 64 ans s'élève à 6 416 personnes, parmi lesquelles on compte 64,2 % d'actifs (56,6 % ayant un emploi et 7,7 % de chômeurs) et 35,8 % d'inactifs,. Depuis 2008, le taux de chômage communal (au sens du recensement) des 15-64 ans est inférieur à celui de la France et du département.
La commune fait partie de la couronne de l'aire d'attraction de Toulouse, du fait qu'au moins 15 % des actifs travaillent dans le pôle,. Elle compte 1 947 emplois en 2018, contre 1 963 en 2013 et 1 936 en 2008. Le nombre d'actifs ayant un emploi résidant dans la commune est de 3 662, soit un indicateur de concentration d'emploi de 53,2 % et un taux d'activité parmi les 15 ans ou plus de 53,6 %.
Sur ces 3 662 actifs de 15 ans ou plus ayant un emploi, 585 travaillent dans la commune, soit 16 % des habitants. Pour se rendre au travail, 87,1 % des habitants utilisent un véhicule personnel ou de fonction à quatre roues, 4,8 % les transports en commun, 5,5 % s'y rendent en deux-roues, à vélo ou à pied et 2,6 % n'ont pas besoin de transport (travail au domicile).

### Activités hors agriculture

#### Secteurs d'activités
679 établissements sont implantés à Seysses au 31 décembre 2019. Le tableau ci-dessous en détaille le nombre par secteur d'activité et compare les ratios avec ceux du département,.
| Secteur d'activité                                                                                        | Commune | Commune | Département |
| Secteur d'activité                                                                                        | Nombre  | %       | %           |
| --- | ------- | ------- | ----------- |
| Ensemble                                                                                                  | 679     | 100 %   | (100 %)     |
| Industrie manufacturière, industries extractives et autres                                                | 63      | 9,3 %   | (5,7 %)     |
| Construction                                                                                              | 95      | 14 %    | (12 %)      |
| Commerce de gros et de détail, transports, hébergement et restauration                                    | 190     | 28 %    | (25,9 %)    |
| Information et communication                                                                              | 19      | 2,8 %   | (4,1 %)     |
| Activités financières et d'assurance                                                                      | 21      | 3,1 %   | (3,8 %)     |
| Activités immobilières                                                                                    | 23      | 3,4 %   | (4,2 %)     |
| Activités spécialisées, scientifiques et techniques et activités de services administratifs et de soutien | 115     | 16,9 %  | (19,8 %)    |
| Administration publique, enseignement, santé humaine et action sociale                                    | 97      | 14,3 %  | (16,6 %)    |
| Autres activités de services                                                                              | 56      | 8,2 %   | (7,9 %)     |

Maison d'arrêt de Seysses
Le secteur du commerce de gros et de détail, des transports, de l'hébergement et de la restauration est prépondérant sur la commune puisqu'il représente 28 % du nombre total d'établissements de la commune (190 sur les 679 entreprises implantées à Seysses), contre 25,9 % au niveau départemental.

#### Entreprises et commerces
Les cinq entreprises ayant leur siège social sur le territoire communal qui génèrent le plus de chiffre d'affaires en 2020 sont :
- Face Midi Pyrenees SA, travaux d'étanchéification (14 625 k€)
- Midi Travaux Publics, construction de réseaux pour fluides (13 133 k€)
- DL Garonne, fabrication de structures métalliques et de parties de structures (9 119 k€)
- Piscines Charly Menoire, commerce de détail d'articles de sport en magasin spécialisé (2 980 k€)
- 2M.r.t., commerce de détail de fruits et légumes en magasin spécialisé (2 689 k€)

### Agriculture
La commune est dans « les Vallées », une petite région agricole consacrée à la polyculture sur les plaines et terrasses alluviales qui s’étendent de part et d’autre des sillons marqués par la Garonne et l’Ariège. En 2020, l'orientation technico-économique de l'agriculture  sur la commune est la polyculture et/ou le polyélevage.
|               | 1988  | 2000  | 2010  | 2020  |
| ------------- | ----- | ----- | ----- | ----- |
| Exploitations | 69    | 31    | 22    | 28    |
| SAU (ha)      | 1 358 | 1 246 | 1 332 | 1 225 |

Le nombre d'exploitations agricoles en activité et ayant leur siège dans la commune est passé de 69 lors du recensement agricole de 1988  à 31 en 2000 puis à 22 en 2010 et enfin à 28 en 2020, soit une baisse de 59 % en 32 ans. Le même mouvement est observé à l'échelle du département qui a perdu pendant cette période 57 % de ses exploitations,. La surface agricole utilisée sur la commune a également diminué, passant de 1 358 ha en 1988 à 1 225 ha en 2020. Parallèlement la surface agricole utilisée moyenne par exploitation a augmenté, passant de 20 à 44 ha.

## Culture locale et patrimoine

### Lieux et monuments

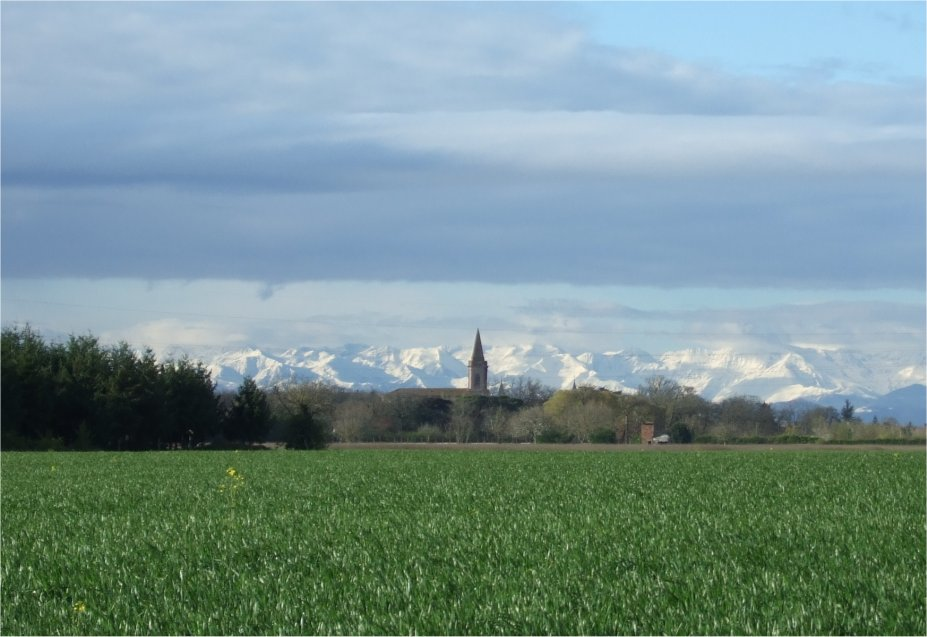
Seysses sur fond des Pyrénées en 2010.

- Château de la Motte, maison-mère des Sœurs des missions étrangères.
- Église Saint-Blaise et Saint-Roch[56] inscrite à l'inventaire des monuments historiques depuis 1926[57], avec un orgue de 1867 (facteur Théodore Puget et fils[58]).

### Culture
Salon du livre « Seysses en livres », Médiathèque, école de musique, et de nombreuses associations, foyer rural, choral, danse, loisir créatif.

### Personnalités liées à la commune
- Pierre Paulin Andrieu, évêque de Marseille né dans la commune.
- Fabien Audard, footballeur professionnel.
- Hélène Mignon, membre du conseil municipal de Seysses de 1977 à 1983.
- Joseph-Jacques-Paul-Théodose de Martin de Mailholas (1748-1817), maire de Seysses, marquis de mailholas, colonel d'infanterie, émigré.
- François-Louis Lemercier, ancien curé de Seysses.
- Auguste Gaspais, décédé dans la commune.
- Louis de Mondran, académicien, né dans la commune.

### Héraldique
| Blason de Seysses | Écartelé : au premier et au quatrième d'azur au lion d'argent, au deuxième et au troisième de gueules à la gerbe d'or. |